# Tiago Volpi
Tiago Luis Volpi (Blumenau, 19 de dezembro de 1990) é um futebolista brasileiro que atua como goleiro. Atualmente joga pelo Grêmio.

## Carreira

### Início
Nascido em Blumenau, Santa Catarina, Tiago Volpi chegou ao São José-RS em 2007. Após passagem pelas categorias de base do Fluminense entre 2008 e 2009, retornou ao São José, onde foi incorporado ao elenco para o Campeonato Gaúcho de 2010.

### São José-RS
Fez a sua estreia no dia 24 de março de 2010, ao entrar como substituto de Rafael Dal Ri na vitória por 3–0 sobre o Internacional. No total, atuou em cinco partidas do Gauchão até perder nos pênaltis contra o Pelotas pela semifinal.

### Luverdense
Após o Campeonato Gaúcho de 2011, onde atuou em quatro jogos na ausência do titular Rafael Dal Ri, no dia 2 de junho Volpi foi contratado pelo Luverdense. O goleiro chegou por empréstimo e assinou até o restante da Série C.

### Retorno ao São José-RS
Após empréstimo a Luverdense, onde atuou em 11 dos 14 jogos da Série C de 2011, Volpi retornou ao São José-RS para o Campeonato Gaúcho de 2012, dessa vez sendo titular. Atuou nos seis jogos do São José. Ao final do Gauchão, foi contratado pelo Figueirense. Pelo São José, Volpi disputou 15 partidas.

### Figueirense
No dia 12 de maio de 2012, foi contratado pelo Figueirense, seu clube de infância, quando atuou junto com seu primo o também goleiro, Neto Volpi. Estreou pelo clube no dia 16 de novembro, contra o Santos. Após receber mais uma oportunidade em 2013, garantiu a titularidade e ajudou a equipe a conquistar o acesso para a elite do Campeonato Brasileiro de 2014 e o título do Campeonato Catarinense de 2014.
No dia 25 de maio de 2014, recebeu uma placa em homenagem aos 50 jogos com a camisa do Figueirense. Emocionado, despediu-se do clube no dia 23 de dezembro.

### Querétaro
Após três semanas de negociações, no dia 20 de dezembro de 2014 foi confirmada sua transferência para o time mexicano do Querétaro, onde atuava Ronaldinho Gaúcho.

### São Paulo
Em 23 de dezembro de 2018 foi anunciado como novo jogador do São Paulo. O jogador assinou por empréstimo até o fim de 2019, com opção de compra ao final do contrato.

#### 2019
O São Paulo anunciou sua contratação em definitivo no dia 24 de dezembro, com o arqueiro assinando contrato até 2023.

#### 2020
No dia 1 de novembro, em partida válida pela 19° rodada do Campeonato Brasileiro, Volpi teve uma excelente atuação na goleada por 4–1 contra o Flamengo, no Maracanã, na qual defendeu dois pênaltis e ainda deu uma assistência para o quarto gol do São Paulo.

#### 2021
Em 10 de agosto, quando o São Paulo enfrentou o Palmeiras pela Copa Libertadores daquele ano, Volpi foi duramente criticado por ser o responsável pela eliminação da equipe na competição. No jogo de ida no Morumbi, quando o Tricolor vencia por 1–0, houve uma falta para o rival alviverde perto da área do São Paulo, e o goleiro mandou apenas um jogador ficar na barreira. O volante Patrick de Paula cobrou a falta longe do jogador da barreira e no canto de Volpi, que deixou uma bola defensável entrar, fazendo o jogo terminar em 1–1. Volpi foi criticado principalmente por não colocar mais jogadores na barreira, pois no ano anterior o goleiro repetiu o mesmo ato e acabou levando um gol de falta de Marinho, do Santos, que custou o empate ao clube Tricolor, que também estava vencendo.
No jogo de volta no Allianz Parque, casa do Palmeiras, Volpi também cometeu falhas. No primeiro tempo, quando o meio-campista Raphael Veiga recebeu a bola na entrada da área de Volpi, chutou a bola quase no meio do gol, porém o goleiro são paulino não esticou seu braço esquerdo para defender a bola e acabou tomando o gol. Mais tarde no segundo tempo quando o São Paulo já perdia por 2–0, Patrick de Paula, o mesmo que havia marcado o gol de empate no jogo de ida, chutou a bola de fora de área em direção ao gol de Volpi. Porém o chute não foi tão no canto do goleiro, que deixou a bola que era defensável, entrar e selar a derrota do São Paulo por 3–0, custando a eliminação do time paulista na competição.
No dia 15 de setembro de 2021, após a derrota fora de casa contra o Fortaleza por 3–1, pela Copa do Brasil, Volpi foi bastante criticado pela torcida. O arqueiro já havia falhado no jogo de ida, realizado no Morumbi; o time paulista abriu 2–0, mas nos minutos finais sofreu o empate após uma falha de Volpi. Após esse jogo o goleiro recebeu críticas de jornalistas e torcedores do Brasil, o comentarista Craque Neto inclusive criticou a atuação de Volpi e disse que o goleiro não pode ser titular do time paulista, dizendo que o arqueiro tem 'bracinhos de jacaré'.

### Toluca
Em 13 maio de 2022, Volpi aceitou uma proposta do Toluca, do México, e deixou o São Paulo após quase quatro anos no clube. Sua transferência foi anunciada no dia seguinte, por 7,5 milhões de reais. Realizou sua estreia oficial no dia 2 de julho, numa vitória por 3–1 contra o Necaxa, pela primeira rodada do Apertura 2022. Além da boa atuação, o goleiro teve participação decisiva ao defender um pênalti. Marcou seu primeiro gol como profissional no dia 13 de outubro, balançando as redes de pênalti, nos acréscimos, contribuindo para o triunfo por 4–3 contra o Santos Laguna.
Vivendo a melhor fase da carreira em 2023, Volpi abriu o caminho para uma vitória por 2–0 em cima do Cruz Azul, no dia 8 de julho, em jogo válido pela 2ª rodada do Campeonato Mexicano. Com o tento marcado, o goleiro chegou a cinco gols nos últimos oito jogos pelo Toluca.
Tiago Volpi acertou sua saída do clube mexicano em janeiro de 2025, rescindindo com o Toluca de maneira amigável. Apesar de ainda ter seis meses de contrato, o jogador optou por retornar ao Brasil por motivos pessoais.

### Grêmio
Na noite de 27 de janeiro de 2025, Tiago Volpi foi anunciado como novo reforço do Grêmio. O goleiro assinou contrato até o fim de 2026 com o clube gaúcho.

## Títulos
Figueirense
- Campeonato Catarinense: 2014

Querétaro
- Copa México: 2016 (Apertura)
- Supercopa MX: 2017

São Paulo
- Campeonato Paulista: 2021

Toluca
- Liga MX: 2024–25 (Clausura)

Grêmio
- Recopa Gaúcha: 2025